# Musa × paradisiaca
Espèce
Répartition géographique
Musa × paradisiaca est un cultivar triploïde de bananier, appartenant au sous-groupe des bananiers Cavendish, originaire de l'hybride entre Musa acuminata et Musa balbisiana, cultivé et domestiqué très tôt par l'homme. La plupart des bananes et plantains cultivés sont des cultivars de cet hybride. Linné utilisait à l'origine le nom de M. paradisiaca uniquement pour les plantains ou les bananes à cuire, mais l'usage moderne inclut des cultivars hybrides utilisés à la fois pour la cuisson et comme bananes de dessert. Le nom de Linnaeus pour les bananes dessert, Musa sapientum, est donc synonyme de Musa × paradisiaca.

## Origine
Presque tous les plantains cultivés et de nombreux bananiers cultivés sont des cultivars hybrides entre deux espèces sauvages, M. acuminata et M. balbisiana . On pense que les agriculteurs d' Asie du Sud-Est ont été les premiers à domestiquer M. acuminé. Lorsque les plantes cultivées se sont répandues vers le nord-ouest dans les zones où M. balbisiana était indigène (voir carte), des hybrides entre les deux espèces sont apparus et ont ensuite été développés en une large gamme de cultivars.
Des centaines de cultivars de deux espèces sont connus, possédant des caractéristiques très variables, mais largement intermédiaires entre les espèces ancestrales. Ils mesurent généralement 2-9 m grand à maturité. La partie aérienne de la plante est une « fausse tige » ou pseudo-tronc, constituée de feuilles et de leurs bases fusionnées. Chaque pseudo-tronc peut produire une seule tige fleurie. Après la fructification, le pseudo-tronc meurt, mais des ramifications peuvent se développer à partir de la base de la plante. Les cultivars de bananier sont généralement stériles, sans graines ni pollen viable.

## Taxonomie
Les bananiers ont été initialement classés par Linnaeus en deux espèces, qu'il a appelées Musa paradisiaca pour celles utilisées comme bananes à cuire (plantains) et M. sapientum pour celles utilisées comme bananes dessert. On a découvert plus tard que ses deux « espèces » étaient en fait des variétés cultivées de l'hybride entre deux espèces sauvages, M. acuminata et M. balbisiana, qui est maintenant appelé M. × paradisiaca L. La circonscription du taxon moderne M. × paradisiaca inclut donc à la fois le M. paradisiaca original et le M. sapientum, ce dernier étant réduit à un synonyme de M. × paradisiaque.
À l'époque pré-linnéenne, cette banane était nommée « Mufa serapionis », par exemple par Maria Sybilla Merian dans son livre Metamorphosis insectorum Surinamensium , en 1705,.
À une certaine époque, pour faire face à la grande diversité des bananiers et plantains cultivés, les botanistes ont créé de nombreux autres noms qui sont aujourd'hui considérés comme des synonymes de M. × paradisiaca, comme M. corniculata Lour, utilisé pour un groupe de plantains à gros fruits ressemblant à des cornes de taureau. Les variétés cultivées reçoivent désormais des noms de cultivars, les cultivars étant classés en groupes et sous-groupes. Ainsi M. × paradisiaca est un cultivar appartenant au groupe génomique AAB, sous-groupe Plantain. Voir la liste des cultivars de bananiers pour plus d'informations sur la dénomination et la classification des cultivars.